# Giorgio Picchi
Giorgio Picchi (Casteldurante, vers 1550 - 16 avril 1605) est un peintre italien maniériste.

## Biographie
Giorgio Picchi, fils d'un artiste de majolique Angelo di Giorgio et Giacoma di Giulio Venanzi, est né à Casteldurante (aujourd'hui Urbania) vers 1555 où il passe son enfance. Il se forme dans l'atelier familial de majolique mais se dirige rapidement vers la peinture.
En juillet 1575, il réalise une peinture sur cuivre Vénus et Adonis et autres histoires de Persée (œuvre perdue) pour le cardinal Ferdinand de Médicis.
Les principales sources pour la biographie de Giorgio Picchi proviennent des Annali di Flaminio Terzi ainsi que les actes du procès (1601) à sa charge pour avoir violé la clause du couvent Santa Chiara et d'avoir tenté de détruire les fresques de Giustino Episcopi sans l'autorisation de l'abbé.
D'après le témoignage du prêtre Ascanio Mignini au procès Picchi- Episcopi, Giorgio Picchi aurait participé à la décoration à fresque des loges grégoriennes du Vatican entre 1576 et 1577.
En 1578, il participe à la peinture des Storie di san Francesco di Paola dans le cloître de la Trinità dei Monti.
Ce fait est confirmé par son élève, le prêtre peintre Benedetto Neri, selon lequel « Picchi a peint à Rome [...] à la Trinità de Monti ». Ceci est confirmé par l'identification d'un dessin pour le cloître conservé dans la collection Ubaldini au Museo Civico d'Urbania.
En 1580 Giorgio Picchi est inscrit au registre de l'Accademia di San Luca, mais son œuvre semble se limiter à sa participation à de grands chantiers.
La première commande pour un retable lui est passée par la confraternita della Santissima Concezione di Casteldurante, qui lui confie la réalisation d'une grande peinture sur toile pour la chapelle de l'église Minori Conventuali di San Francesco, ainsi que le Martirio di Santa Caterina pour la confraternita Santa Caterina de Mercatello sul Metauro.
Giorgio Picchi épouse Antistia Caffarelli issue d'une famille de notables de laquelle il a une fille en 1583.
Avec le peintre Felice Damiani, Picchi peint à Piobbico la sala Greca du Palazzo Brancaleoni (1585).
En février 1586, il signe une Nativité pour la chapelle Filareti de l'église San Francesco de Casteldurante.
Le Martirio di Santa Lucia, aujourd'hui conservé dans l'Église des Morts d'Urbania, date de la seconde moitié des années 1580.
En 1587, il réalise la Circoncisione pour la confraternita del Nome di Dio de Mercatello sul Metauro et une deuxième œuvre La Madonna del Rosario conservée dans l'église San'Agostino à Urbino.
La présence de Picchi à Rome en 1587 est attestée par sa participation à la décoration de la Scala Santa de Lateran.
En 1588, Picchi est à Rimini comme attesté par Tonini, mais en août 1589, il est de nouveau à Rome participant à la décoration du Palazzo Lateranense et de la Bibliothèque Sixtine du Vatican.
Picchi réalise en 1590 et en 1592 deux peintures pour l'église paroissiale de Mondaino.
En 1592, Picchi est à Casteldurante et c'est probablement à cette date qu'il réalise L'Invenzione della Vera Croce pour l'église San Sebastiano à Mercatello avant de se transférer avec sa famille à Rimini en juillet 1593.
Parmi les œuvres réalisées pendant cette période figure La Madonna della cintura (perdue), pour la confraternita dei Centuriati dans l'église Sant'Agostino de Rimini.
En 1595, il termine le cycle de quatre toiles retraçant l'histoire de saint Marin.
À Rimini, Picchi travaille avec le peintre Giovanni Laurentini dit  l’Arrigoni.
En novembre 1595, Picchi est à Crémone où il entreprend la décoration du presbytère, coupole et voûte de la nef de l'église, mais malheureusement des problèmes de santé l'empêchent de poursuivre l'ouvrage et l'obligent à rentrer à Casteldurante.
Entre 1598 et 1600, il réalise la Vocazione di Pietro, aujourd'hui sur le maître-autel de l'église San Pietro à Piobbico et la Madonna della vita pour l'église d'Apecchio.
Avec les décorations des locaux du monastère Santa Chiara à Casteldurante, retrouvées sous les plâtres en 1970, débute la dernière phase de la vie artistique de Giorgio Picchi. Au cours de la même année, il décore le cloître du couvent des Minori Conventuali de Casteldurante dont il ne reste que peu de traces. Le 8 janvier 1602, il peint sur toile la Madonna del Rosario et à fresque tous les Mystères dans l'église abbatiale de Casteldurante. L'Assunzione della Vergine, conservée au Museo diocesano d'Urbania, est aussi datable des premières années 1600.
En 1602, le duc d'Urbino Francesco Maria II lui commande il Paradiso pour la chapelle Della Rovere à San Francesco. La toile, en partie perdue, est désormais conservée au musée de l'ancienne diocèse d'Urbania.
Pour l'église ducale des frati zoccolanti del Barco, il peint San Diego (perdu).
Pour l'église rurale San Giorgio in Plano, un grand retable Madonna del Rosario con i santi Giorgio e Domenico.
En 1603, Picchi peint probablement la Natività della Vergine pour la chapelle Scirri, église abbatiale San Cristoforo.
En 1604, l'artiste retourne à Rimini où il peint L'immacolata concezione, aujourd'hui perdue ainsi que le retable San Raimondo di Penafort dans l'église dominicaine de San Cataldo.
En 1604, de retour à Casteldurante, il peint à fresque l'oratorio del Carmine en renouant avec son style des années 1570/1580.
Le 13 avril 1605, Giorgio Picchi dicte son testament et meurt le 16 avril.

## Œuvres
- Vénus et Adonis et autres histoires de Persée (œuvre perdue)
- Deposizione di Cristo, huile sur cuivre, 42 × 30 cm,
- Lunette avec Christ et les docteurs,
- Storie di san Francesco di Paola,cloître de l'église et abbaye de la Trinité-des-Monts,
- Martirio di Santa Caterina, confraternita Santa Caterina, Mercatello sul Metauro,
- Nativité(1586), chapelle Filareti, église San Francesco, Urbania,
- Martirio di Santa Lucia (v. 1585),église des Morts, Urbania,
- Circoncisione (1587), confraternita del Nome di Dio, Mercatello sul Metauro,
- La Madonna del Rosario(1587), église San'Agostino, Urbino,
- Scala Santa (1587), Lateran
- Palazzo Lateranense (1589), fresques,
- Bibliothèque Sixtine (1589), fresques, Vatican,
- Sala Greca (1585), fresques, Palazzo Brancaleoni, Piobbico,
- Deux peintures, (1590 et 1592), église paroissiale, Mondaino,
- L'Invenzione della Vera Croce (1592), église San Sebastiano, Mercatello,
- La Madonna della cintura (perdue), confraternita dei Centuriati, église Sant'Agostino, Rimini,
- Quatre toiles retraçant l'histoire de saint Marin (1595),
- La Vocazione di Pietro (1598 - 1600), église San Pietro, Piobbico,
- La Madonna della vita (1598 - 1600), église paroissiale, Apecchio,
- la Madonna del Rosario (1602), huile sur toile, église abbatiale, Urbania,
- Mystères (1602), fresque, église abbatiale, Urbania,
- L'Assunzione della Vergine (1602), Museo diocesano, Urbania,
- Il Paradiso (1602), musée de l'ancienne diocèse, Urbania,
- San Diego (perdu), église ducale des frati zoccolanti del Barco,
- Madonna del Rosario con i santi Giorgio e Domenico, retable, église rurale San Giorgio in Plano,
- Natività della Vergine (1603), chapelle Scirri, église abbatiale San Cristoforo,
- L'immacolata concezione (1604), perdue,
- San Raimondo di Penafort (1604), retable, église dominicaine de San Cataldo,
- Fresques (1604), Oratorio del Carmine, Urbania,
- Fresque des loges grégoriennes du Vatican (entre 1576 et 1577),

## Sources
- (it) Cet article est partiellement ou en totalité issu de l’article de Wikipédia en italien intitulé « Giorgio Picchi il giovane » (voir la liste des auteurs).